# Bataille de Magh Rath
La bataille de Magh Rath ou Mag Roth, (nom moderne: bataille de Moira) oppose au cours de l'été 637 l'Ard ri Erenn Domnall mac Áedo à son « fils » élevé en fosterage, Congal Cáech, roi d'Ulaid, soutenu par son allié Domnall Brecc de Dál Riata.
Le combat a lieu près des bois de Killultagh à la sortie du village de Moira, dans l'actuel  comté de Down. Il est présenté dans les chroniques d'Irlande comme la plus grande bataille qui s'est livrée en Irlande et se solde par la mort au combat de Congal et la retraite de Domnall Brecc.

## Contexte
L'Irlande était à cette époque constituée d'une mosaïque de petits États, réunis et séparés par des loyautés tribales, souvent confrontés à l'état de guerre. D'autres royaumes de l'autre côté de la mer en Grande-Bretagne et en particulier Écosse se sont fréquemment impliqués dans les affaires de l'Irlande, notamment le Dál Riata, qui contrôlait également une partie du territoire au nord-est du Lough Neagh. En effet, les loyautés tribales avaient traversé la mer d'Irlande, où les mêmes clans pouvaient se trouver de chaque côté, en particulier en Écosse. 
Les rivalités et les alliances entre les petits royaumes changeaient fréquemment. Par exemple, le Dál Riata, qui s'est battu aux côtés de Congal dans cette bataille, avait vu Connad Cerr, son précédent souverain, tué lors de la bataille de Fid Eoin (629 ou 630) contre les Dál nAraidi. Le nom du vainqueur était Maél Caích mac Scandal , vraisemblablement un demi-frère inconnu de Congal .
Congal lui-même a d'abord établi la base de son pouvoir comme roi des Cruithnes du Dál nAraidi, dans l'Ulster,  avant de se faire reconnaître comme roi provincial d'Ulaid en 627. Ses ambitions se heurtent peu après à celles de Domnall mac Áedo du Cenél Conaill  qui devient Ard ri Erenn en 628. Ironiquement, Domnall n'avait obtenu son titre d'Ard ri Erenn que parce que  Congal avait tué son prédécesseur Suibne Menn du Cenél nEógain issu comme Domnall des Uí Néill du nord. D'après le Fled Dúin na nGéd, Domnall était le père adoptif de Congal et avait combattu Suibne un peu plus tôt dans l'année, et il est donc pas exclu que Domnall et Congal aient agi de connivence.
Domnall a d'abord effectué un raid/razzia traditionnel dans le Leinster en 628 afin d'affirmer sa position d'Ard ri Erenn. Quelques sources primaires avancent que  Congal aurait initialement revendiqué le statut de Ard Rí après la défaite de Suibne Menn. Il se peut donc que Domnall ait indirectement dû faire face aux prétentions de son rival d'Ulster. Peu importe, les deux rois étaient devenus des ennemis. Domnall pressent cette rivalité très rapidement, et en 629, les deux rois s'engagent dans la bataille de Dún Ceithirn dans l'actuel Comté de Londonderry. À cette occasion, Congal est vaincu et Domnall n'a plus défié en tant que Haut Roi. Tout au long de la décennie 630, Domnall continue à faire la guerre à ses rivaux du clan Uí Néill. En 637, cependant, Congal se leva de nouveau pour défier le Ard Rí, et demande l'aide du Dál Riata pour le faire. Les deux armées se rencontrent alors juste à l'est du Lough Neagh.

## Localisation
En 637, l'expansion de Moira est beaucoup plus réduite que de nos jours. Toutefois il s'y trouve une motte,  un petit mont duquel
on peut dominer le village. L'endroit était de plus couvert de forêt au premier millénaire et il existait une vaste zone boisée près du hameau.

## Bataille
On connait peu de chose sur le déroulement du combat lui-même. Les armées de Domnall et de Congal étaient essentiellement constituées de guerriers originaires d'Irlande.  Domnall de Dál Riata engage des forces plus hétérogènes dans la bataille. Son armée devait comprendre des Scots, des Pictes, des Anglo-Saxons et même des Britonniques. Un des deux camps devait disposer d'une cavalerie non négligeable.
Chez les Uí Néill du sud, le Síl nÁedo Sláine de Brega soutient Domnall  alors que ses parents et concurrents du Clan Cholmáin  de Mide se sont rangés aux côtés de Congal.
Selon Sir Samuel Ferguson « il semble y avoir des raisons de croire que le combat a duré une semaine »  à la fin de laquelle l'armée vaincue s'enfuit dans les bois de Killultagh. Les forces d'Ulaid et du Dál Riata sont défaites,  Domnall de Dál Riata s'enfuit vers ses possessions du nord de l'Ulster. Congal est tué au cours de l’engagement. L'importance du combat a été confirmée au XIXe siècle lors de la construction de la ligne ferroviaire près de  Moira. Des milliers de restes de corps d'hommes et de chevaux 
furent exhumés. Si l'on présume que le nombre de survivants fut bien plus important, la réputation de l'ampleur de la bataille devient évidente.

## Conséquences
Avec la mort de Congal dans la bataille, les chances pour Dál nAraidi et ses alliés locaux de contenir l'avancée de Domnall ont disparu et  l'Ulaid même s'il n’était pas complètement soumis ne survivait que sur la défensive. Les conséquences ont été beaucoup plus importantes pour le  Dál Riata. La défaite sur terre à  Moira s'accompagne d'une défaite navale le même jour lors de la bataille  au large de Mull of Kintyre, où la flotte de l'Ard Rí  réussit à vaincre celle du Dál Riata. À la suite de ces deux combats , les forces de l'Ard ri Erenn  occupèrent les domaines du Dál Riata dans le nord de l'actuel comté d'Antrim, restés sans protection. La principale conséquence directe est que désormais les Uí Néill  dominent le nord de l'Irlande sur laquelle leurs descendants revendiqueront la suzeraineté d'au moins une partie du territoire pendant un millier d'années jusqu'au début du XVIIe siècle

## Articles liés
- Domnall mac Áedo
- Congal Cáech
- Domnall Brecc